# Юліан Юстван
Юліан Юстван (нім. Julian Justvan; нар. 2 квітня 1998, Ландсгут) — німецький футболіст, півзахисник клубу «Нюрнберг». Виступав також за клуби «Дармштадт 98», «Падерборн 07» та «Гоффенгайм 1899».

## Ігрова кар'єра
Юліан Юстван народився 1998 року в місті Ландсгут. Займався в юнацьких командах футбольних клубів «Гройтер», «Дінгольфінг» та «Мюнхен 1860». У професійному футболі дебютував 2016 року за другу команду клубу «Мюнхен 1860», в якій грав до 2017 року, взявши участь у 9 матчах чемпіонату. У 2017—2020 роках Юстван грав у складі другої команди клубу «Вольфсбург».
У 2020 році футболіст уклав контракт з клубом «Падерборн 07», у складі якого грав до 2023 року. З 2023 року Юстван грав у складі клубу «Гоффенгайм 1899», проте на початку 2024 року клуб віддав футболіста в оренду до клубу «Дармштадт 98». 
З 20 серпня 2024 року Юліан грає в клубі другої Бундесліги «Нюрнберг». 25 жовтня 2024 Юстван відзначився хет-триком в переможному матчі 8–3 проти клубу Ян (Регенсбург).